# Crook County, Oregon
Crook County är ett administrativt område i delstaten Oregon, USA. Det är uppkallat efter general George Crook. År 2010 hade countyt 20 978 invånare. Den administrativa huvudorten (county seat) är Prineville.

## Geografi
Enligt United States Census Bureau så har countyt en total area på 7 737 km². 7 716 km² av den arean är land och 21 km² är vatten. 

### Angränsande countyn
- Deschutes County, Oregon - syd, väst

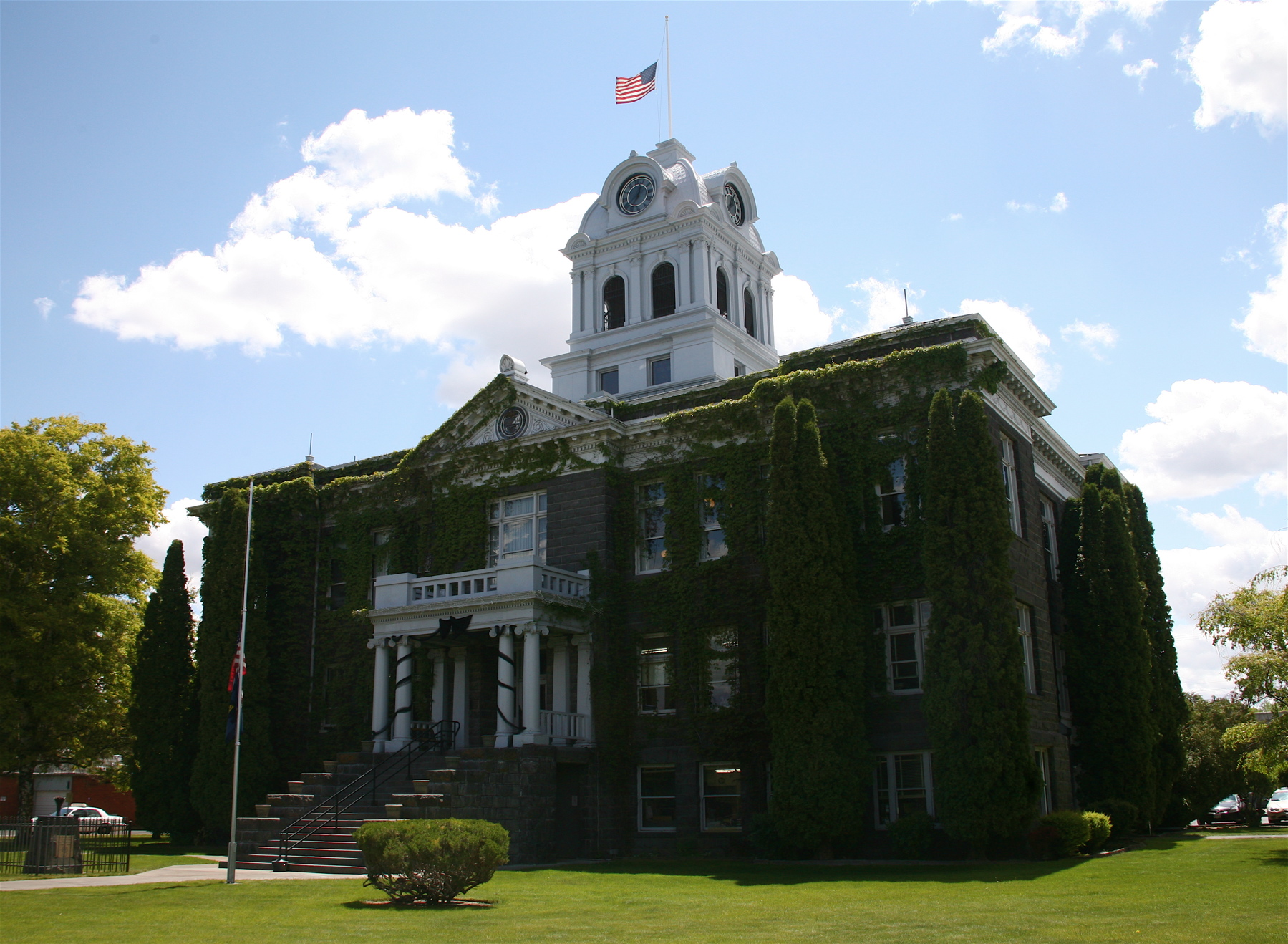
Crook County Courthouse i Prineville.

- Jefferson County, Oregon - nord
- Wheeler County, Oregon - nord
- Grant County, Oregon - öst
- Harney County, Oregon - sydöst